# Genuport Trade
Die Genuport Trade GmbH mit Sitz in Norderstedt zählt zu den größten deutschen Import- und Vertriebsunternehmen für internationale Genuss- und Lebensmittelmarken.
Genuport zählt zu den bedeutenden Distributoren im Bereich Lebensmittel in Deutschland und bietet ein breites Portfolio an Produkten aus verschiedenen Kategorien, darunter süßes Gebäck, Schokolade, Zuckerwaren, salzige Snacks, Frühstücksprodukte, Müsli und Müsliriegel, Functional Food, Tiefkühlkost und Feinkost. Aktuell umfasst das Markenportfolio von Genuport über 50 namhafte nationale und internationale Marken, deren Vertrieb und Vermarktung das Unternehmen übernimmt. Zu den Lieferanten gehören weltweit führende Unternehmen wie Mondelēz International, Rigoni di Asiago und Roland Murten AG. Genuport bedient sämtliche Vertriebsformen des Lebensmitteleinzelhandels, inklusive Discounter, sowie den Convenience- und Drogeriebereich und den Sportfachhandel.
Neben dem Import und dem Vertrieb internationaler Food-Marken setzt Genuport seinen Fokus auf das Markenmanagement und E-Commerce. Eine eigene E-Commerce-Unit konzentriert sich auf die digitale Stärkung des bestehenden Geschäftsmodells sowie die Entwicklung neuer digitaler Geschäftsfelder inklusive der Etablierung einer eigenen Sales-Plattform.

## Geschichte
Das Unternehmen wurde 1949 von Guntram Peiser unter der Firmierung Fa. Peiser & Co gegründet. 1971 schloss sich das Unternehmen mit weiteren deutschen Nahrungsmittelimporteuren zur Genuport Genussmittel Import GmbH & Co. KG zusammen. 1989 wurde Uwe Lebens neben Guntram Peiser weiterer Geschäftsführer. Mitte der 1990er Jahre erwarb Lebens in einem Management-Buy-Out die Genuport-Anteile der Gründerfamilie und wandelte Genuport 1996 in eine Aktiengesellschaft um. Der Firmenname leitet sich aus der Kombination von „Genussmittel“ und „Import“ ab. Im Juni 2017 wurde die Genuport Trade AG formwechselnd in eine Gesellschaft mit beschränkter Haftung umgewandelt. Im Jahr 2020 ist Konstantin Lebens ins Unternehmen eingestiegen und hat leitende Aufgaben übernommen. Im Jahr 2024 feierte das Unternehmen sein 75-jähriges Bestehen.

## Vertriebene Marken (Auswahl)
- Marabou (Schokolade)
- Daim (Vollmilchschokolade mit Karamellkern)
- SCHO-KA-KOLA (Energie-Schokolade)
- Sour Patches (Fruchtgummi)
- Mc Vitie's (Gebäck)
- Bonne Maman (Feines Gebäck aus Frankreich)
- Roland (Salzgebäck)
- Weetabix (Cerealien)
- Pretzel Pete (Pretzel Pieces aus den USA)
- Valsoia (vegane Nahrungsmittel und veganes Speiseeis)
- Clif (Energieriegel aus den USA)
- Multipower (Sporternährung und Nahrungsergänzung)
- Ponti (Feinkost)
- Rigoni di Asiago (Feinkost)
- ITSU (Tiefkühlkost aus Asien)